# Sender Lingen

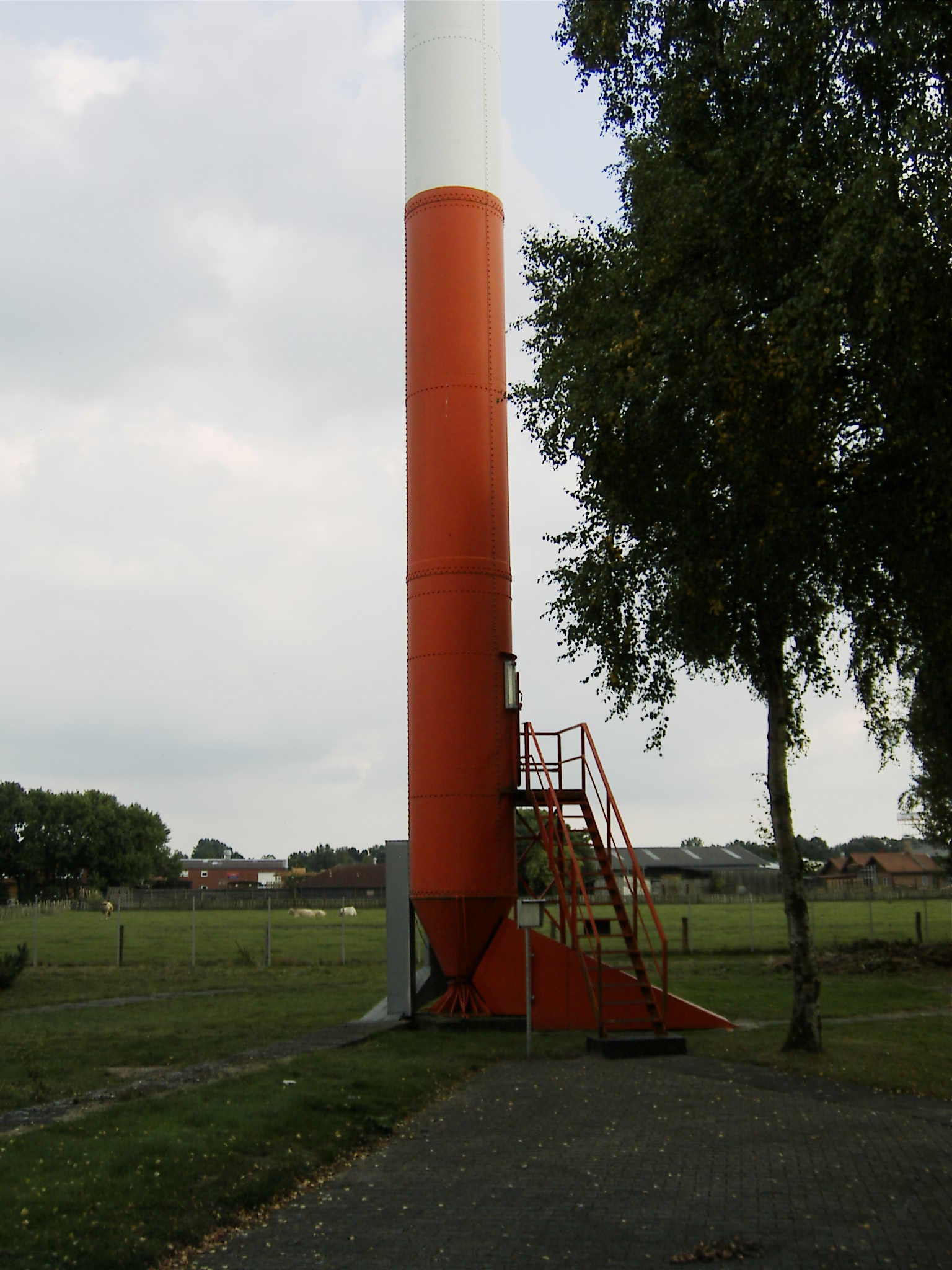
Blick auf den Sockel des Senders

Der Sender Lingen im Lingener Stadtteil Damaschke ist eine Einrichtung des Norddeutschen Rundfunks zur Verbreitung von Radioprogrammen im DAB+ und UKW-Bereich, sowie zur Ausstrahlung von Fernsehprogrammen. Er verwendet als Antennenträger einen 1962 erbauten, 227 Meter hohen, geerdeten Stahlrohrmast.

## Frequenzen und Programme

### Digitales Fernsehen (DVB-T / DVB-T2)
Die Umstellung des Senders Lingen auf den DVB-T2-Standard mit HEVC Bildcodierung erfolgte am 25. April 2018. Optional lassen sich zusätzliche im NDR-Angebot und bei Freenet TV connect als Verknüpfung enthaltene Programme über eine Internetverbindung wiedergeben, falls das Empfangsgerät HbbTV (ab Version 1.5) unterstützt (NDR via IP: ARD-alpha HD, rbb Brandenburg HD, SR Fernsehen HD, SWR BW HD, …). Das kostenpflichtige private Programmangebot von Freenet TV wird seitdem im Gleichwellenbetrieb von den Standorten Münster (Stadt) und Osnabrück (Schinkelturm) terrestrisch verbreitet.
Folgende DVB-T2-Bouquets werden übertragen:
| Kanal | Frequenz (MHz) | Multiplex                                   | Programme im Multiplex | ERP (kW) | Antennen- diagramm rund (ND)/ gerichtet (D) | Polarisation horizontal (H)/ vertikal (V) | SFN mit |
| ----- | -------------- | ------------------------------------------- | --- | -------- | ------------------------------------------- | ----------------------------------------- | --- |
| 37    | 602            | ARD regional (NDR) Niedersachsen            | - NDR Fernsehen HD (Niedersachsen) - WDR Fernsehen (Köln) HD - hr-Fernsehen HD / NDR FS HD (HH)(zeitw.) - mdr Fernsehen (Sachsen-Anhalt) HD / NDR FS HD (MV)(zeitw.) - BR Fernsehen Süd HD / NDR FS HD (SH)(zeitw.) Radio: - N-Joy - NDR 1 NDS HAN - NDR 2 - NDR Info | 20       | ND                                          | H                                         | Lingen, Osnabrück (Bramsche-Schleptruper Egge), Osnabrück (Schinkelturm)                                     |
| 41    | 634            | ARD Digital (NDR)                           | - Das Erste HD - phoenix HD - arte HD - tagesschau24 HD - one HD Radio: - NDR Blue - NDR Info Spezial - NDR Kultur - NDR Schlager | 20       | ND                                          | H                                         | Lingen, Osnabrück (Bramsche-Schleptruper Egge), Osnabrück (Schinkelturm)                                     |
| 45    | 666            | Gemischter Multiplex von ZDF und freenet TV | - ZDF HD - 3sat HD - KiKa HD - ZDFneo HD - ZDFinfo HD - freenet TV connect (HbbTV-Dienst mit mehreren Streams, HbbTV v1.5 erforderlich) | 20       | ND                                          | H                                         | Lingen, Münster-Baumberge, Münster (Stadt), Osnabrück (Bramsche-Schleptruper Egge), Osnabrück (Schinkelturm) |

 Sendeparameter 
| Verwendet von (HD-Programme pro Mux)   | Modulations- verfahren | Coderate | FFT-Modus    | Guard- intervall | Pilottöne       | Datenrate [Mbit/s] |
| -------------------------------------- | ---------------------- | -------- | ------------ | ---------------- | --------------- | ------------------ |
| ZDF (5)                                | 64-QAM                 | 3/5      | 16k extended | 19/128           | Pilot Pattern 2 | 22,0               |
| ARD Digital (NDR) (5) NDR regional (5) | 64-QAM                 | 1/2      | 16k extended | 19/128           | Pilot Pattern 2 | 18,2               |

### Analoges Fernsehen
Bis zur Umstellung auf DVB-T am 14. Dezember 2005 wurden folgende Programme in analogem PAL gesendet:
| Kanal | Frequenz (MHz) | Programm                      | ERP (kW) | Sendediagramm rund (ND)/ gerichtet (D) | Polarisation horizontal (H)/ vertikal (V) |
| ----- | -------------- | ----------------------------- | -------- | -------------------------------------- | ----------------------------------------- |
| 24    | 495,25         | ZDF                           | 500      | ND                                     | H                                         |
| 41    | 631,25         | Das Erste (NDR)               | 400      | ND                                     | H                                         |
| 59    | 775,25         | NDR Fernsehen (Niedersachsen) | 400      | ND                                     | H                                         |

### Analoger Hörfunk (UKW)
Die folgenden UKW-Rundfunkprogramme werden vom Sender Lingen verbreitet:
| Frequenz (MHz) | Programm              | RDS PS             | RDS PI                | Regionalisierung | ERP (kW) | Antennen- diagramm rund (ND)/ gerichtet (D) | Polarisation horizontal (H)/ vertikal (V) |
| -------------- | --------------------- | ------------------ | --------------------- | ---------------- | -------- | ------------------------------------------- | ----------------------------------------- |
| 88,9           | NDR Info              | NDR_Info           | D384                  | –                | 0,32     | D (220-160°)                                | H                                         |
| 90,2           | NDR Kultur            | NDR_Kult           | D383                  | –                | 15       | ND                                          | H                                         |
| 92,8           | NDR 1 Niedersachsen   | NDR_1_OS NDR1_NDS  | D781 (regional), D381 | Osnabrück        | 15       | ND                                          | H                                         |
| 96,6           | N-Joy                 | _N-JOY__/ VOM_NDR_ | D385                  | –                | 0,5      | D (80–160°, 210–40°)                        | H                                         |
| 97,8           | NDR 2                 | _NDR_2__           | D382                  | –                | 15       | ND                                          | H                                         |
| 101,5          | Radio ffn             | ffn_EL__ __ffn___  | DD88 (regional), D388 | Emsland          | 15       | ND                                          | H                                         |
| 102,0          | Deutschlandfunk       | __Dlf___           | D210                  | –                | 15       | ND                                          | H                                         |
| 104,3          | Antenne Niedersachsen | Antenne_           | D989 (regional), D389 | Osnabrück        | 15       | ND                                          | H                                         |
| 106,9          | Radio 21              | 106.9_EL RADIO_21  | D48A (regional), D38A | Südwest          | 0,5      | D (20–110°, 140–220°)                       | H                                         |

### Digitales Radio (DAB / DAB+)
Digitaler Hörfunk im DAB+-Standard wird seit dem 30. November 2015 in vertikaler Polarisation im Gleichwellennetz (Single Frequency Network) mit anderen Sendern ausgestrahlt. Ergänzend zum bundesweiten Multiplex ist das Programmangebot des Norddeutschen Rundfunks am 24. Januar 2018 hinzugekommen.
| Block                        | Programme (Datendienste) | ERP (kW) | Antennen- diagramm rund (ND)/ gerichtet (D) | Gleichwellennetz (SFN) |
| ---------------------------- | --- | -------- | ------------------------------------------- | --- |
| 5C DR Deutschland (D__00188) | DAB+ Block der Media Broadcast: - Absolut relax (72 kbps) - Dlf (104 kbps) - Dlf Kultur (112 kbps) - Dlf Nova (104 kbps) - DRadio DokDeb (48 kbps) - Energy Digital (72 kbps) - ERF Plus (64 kbps) - Klassik Radio (72 kbps) - Radio Bob (72 kbps) - Radio Horeb (48 kbps) - Radio Schlagerparadies (64 kbps) - Schwarzwaldradio (64 kbps) - sunshine live (72 kbps) - DRadio Daten (32 kbps Daten) - EPG Deutschland (16 kbps Daten) - TPEG (16 kbps Daten) - TPEG_MM (16 kbps Daten) | 5        | ND                                          | - Baden-Württemberg: Aalen, Baden-Baden (Fremersberg), Bad Mergentheim, Blauen, Brandenkopf, Donaueschingen, Feldberg im Schwarzwald, Freiburg (Vogtsburg-Totenkopf), Geislingen (Oberböhringen), Großerlach (Hohe Brach), Heidelberg (Königstuhl), Heilbronn (Schweinsberg), Hochrhein (Rickenbach), Hornisgrinde, Pforzheim (Schömberg-Langenbrand), Raichberg, Ravensburg (Höchsten), Reutlingen, Stuttgart (Frauenkopf), Ulm (Kuhberg) - Bayern: Amberg (Hirschau), Aschaffenburg (Pfaffenberg), Augsburg (Hotelturm), Bad Tölz (Gaißach), Bamberg (Geisberg), Büttelberg, Brotjacklriegel, Dillberg, Grünten, Herzogstand, Hochberg (Traunstein), Hoher Bogen, Inntal (Ebbs), Ingolstadt (Gelbelsee), Kreuzberg/Rhön, Landshut (Altdorf), München (Olympiaturm), Nennslingen (Büchelberg), Nürnberg, Oberammergau, Ochsenkopf, Passau, Pfänder, Pfaffenhofen, Pfarrkirchen, Pfronten, Regensburg (Hohe Linie), Unterringingen, Untersberg, Wendelstein (Bayrischzell), Würzburg (Frankenwarte) - Berlin: Berlin (Alexanderplatz), Berlin (Scholzplatz) - Brandenburg: Bad Belzig, Booßen, Brandenburg/Havel, Calau, Casekow, Cottbus, Eisenhüttenstadt, Petkus, Pritzwalk, Templin - Bremen: Bremen (Walle), Bremerhaven-Schiffdorf - Hamburg: Hamburg (Moorfleet), Hamburg (Heinrich-Hertz-Turm) - Hessen: Bad Hersfeld (Rimberg), Biedenkopf (Sackpfeife), Fulda (Hummelskopf), Frankfurt (Europaturm), Gelnhausen (Schnepfenkopf), Gießen (Dünsberg), Großer Feldberg, Hardberg, Hohe Wurzel, Hoher Meißner, Kassel (Habichtswald), Mainz-Kastel - Mecklenburg-Vorpommern: Garz (Rügen), Güstrow, Malchin, Neubrandenburg-Süd, Rostock (Toitenwinkel), Röbel, Schwerin (Zippendorf-Gr.Dreesch), Torgelow, Wismar/Rüggow, Züssow - Niedersachsen: Aurich-Popens, Braunschweig (Broitzem), Braunschweig (Drachenberg), Cuxhaven-Stadt, Dannenberg, Göttingen (Bovenden-Osterberg), Hannover (Telemax), Lingen, Lüneburg-Neu Wendhausen, Molbergen-Peheim, Osnabrück (Bramsche-Schleptruper Egge), Hildesheim (Sibbesse), Steinkimmen, Uelzen, Visselhövede, Wilhelmshaven - Nordrhein-Westfalen: Aachen (Karlshöhe), Bielefeld (Hünenburg), Bonn (Venusberg), Dortmund (Florianturm), Düsseldorf (Rheinturm), Eggegebirge, Herscheid, Hochsauerland (Hunau), Hürtgenwald-Großhau, Köln (Colonius), Langenberg, Lügde-Rischenau (Köterberg), Minden (Jakobsberg), Münster (Fernmeldeturm), Schöppingen, Siegen-Süd, Wesel - Rheinland-Pfalz: Bad Kreuznach (Schanzenkopf), Bad Marienberg (Westerwald), Bornberg, Daun (Eifel), Edenkoben (Kalmit), Heckenbach-Schöneberg (Ahrweiler), Idar-Oberstein, Kaiserslautern, Kettrichhof, Koblenz (Kühkopf), Trier (Petrisberg) - Saarland: Merzig-Merchingen, Saarbrücken (Schoksberg) - Sachsen: Chemnitz, Dresden, Geyer, Leipzig, Löbau, Neustadt, Oschatz, Schöneck, Zwickau Ost - Sachsen-Anhalt: Brocken, Burg, Dequede, Petersberg, Pettstädt (Weißenfels), Schneidlingen, Wittenberg - Schleswig-Holstein: Bungsberg, Flensburg, Heide, Helgoland, Hennstedt, Kiel (Kronshagen), Lübeck (Stockelsdorf), Schleswig, Niebüll (Süderlügum), Westerland (Sylt) - Thüringen: Bleßberg (Sonneberg), Erfurt-Hochheim, Gera, Inselsberg, Jena (Oßmaritz), Kulpenberg, Saalfeld (Remda), Lobenstein (Sieglitzberg), Weimar (Ettersberg) |
| 10A NDR NDS OS (D__00336)    | DAB+ Block des Norddeutschen Rundfunks - NDR 1 NDS OS (Osnabrück) (104 kbps) - NDR 2 NDS (104 kbps) - NDR Kultur (104 kbps) - NDR Info NDS (104 kbps) - N-Joy (104 kbps) - NDR Blue (104 kbps) - NDR Schlager (104 kbps) - NDR Info Spezial (104 kbps) - NDR BWS (16 kbps) - ARD TPEG (16 kbps) | 10       | ND                                          | Damme, Lingen, Osnabrück (Bramsche-Schleptruper Egge), Osnabrück (Grafensundern), Papenburg, Sögel/Windberg |

### Mittelwelle
Bis 1978 existierte in Lingen ein Mittelwellensender für die Trägerfrequenz 702 kHz. Nach 15-jähriger Pause ging 1993 wieder ein Sender für die Frequenz 792 kHz in Betrieb, der bis zum 13. Januar 2015 folgendes Mittelwellenprogramm übertrug:
| Programm         | Frequenz | ERP  |
| ---------------- | -------- | ---- |
| NDR Info spezial | 792 kHz  | 5 kW |

## Erneuerung der Spitze 2013
Am 16. Mai 2013 wurde die Spitze und das zweite Element des Sendemastes ausgetauscht. Durchgeführt wurde der Austausch mit Hilfe eines russischen Lastenhubschraubers, Typ Kamov KA-32 A12, von einem Spezialunternehmen mit Sitz in der Schweiz. Grund für den Austausch der in über 200 Metern Höhe befindlichen Zylinder war die durch Witterungseinflüsse weit vorangeschrittene Materialermüdung nach 30-jähriger Betriebszeit. Die neuen Elemente bestehen aus Glasfaserverstärktem Kunststoff.